# Чемпионат мира по футболу среди девушек до 17 лет
Чемпионат мира по футболу среди девушек до 17 лет — проводится под эгидой ФИФА с 2008 года. В первом чемпионате, который прошёл в Новой Зеландии, приняли участие 16 стран. Второй чемпионат прошёл в Тринидаде и Тобаго в сентябре 2010 года. Третий чемпионат прошёл в Азербайджане с 22 сентября по 13 октября 2012 года. Четвёртый — в Коста-Рике.

## Чемпионы
| Год        | Место проведения  |                                     | Финал                               | Финал                               | Финал                               |                                     | Матч за 3-е место                   | Матч за 3-е место                   | Матч за 3-е место |
| Год        | Место проведения  | Чемпион                             | Счёт                                | Финалист                            | 3-е место                           | Счёт                                | 4-е место                           |                                     |                   |
| ---------- | ----------------- | ----------------------------------- | ----------------------------------- | ----------------------------------- | ----------------------------------- | ----------------------------------- | ----------------------------------- | ----------------------------------- | ----------------- |
| 2008 Обзор | Новая Зеландия    | КНДР                                | 2:1 (овертайм)                      | США                                 | Германия                            | 3:0                                 | Англия                              |                                     |                   |
| 2010 Обзор | Тринидад и Тобаго | Республика Корея                    | 3:3 5:4 (по пенальти)               | Япония                              | Испания                             | 1:0                                 | КНДР                                |                                     |                   |
| 2012 Обзор | Азербайджан       | Франция                             | 1:1 7:6 (по пенальти)               | КНДР                                | Гана                                | 1:0                                 | Германия                            |                                     |                   |
| 2014 Обзор | Коста-Рика        | Япония                              | 2:0                                 | Испания                             | Италия                              | 4:4 2:0 (по пенальти)               | Венесуэла                           |                                     |                   |
| 2016 Обзор | Иордания          | КНДР                                | 0:0 5:4 (по пенальти)               | Япония                              | Испания                             | 4:0                                 | Венесуэла                           |                                     |                   |
| 2018 Обзор | Уругвай           | Испания                             | 2:1                                 | Мексика                             | Новая Зеландия                      | 2:1                                 | Канада                              |                                     |                   |
| 2021 Обзор | Индия             | Отменён из-за пандемии коронавируса | Отменён из-за пандемии коронавируса | Отменён из-за пандемии коронавируса | Отменён из-за пандемии коронавируса | Отменён из-за пандемии коронавируса | Отменён из-за пандемии коронавируса | Отменён из-за пандемии коронавируса |                   |
| 2022 Обзор | Индия             |                                     |                                     |                                     |                                     |                                     |                                     |                                     |                   |

## Участники финальной стадии турнира
| Год  |                  |         |                | Остальные участники                                                                                                   |
| ---- | ---------------- | ------- | -------------- | --- |
| 2008 | КНДР             | США     | Германия       | Канада Нигерия Новая Зеландия Франция Бразилия Парагвай Колумбия Гана Дания Япония Англия Коста-Рика Республика Корея |
| 2010 | Республика Корея | Япония  | Испания        | Канада Нигерия Новая Зеландия Мексика Бразилия Германия Ирландия Гана ЮАР КНДР Венесуэла Чили Тринидад и Тобаго       |
| 2012 | Франция          | КНДР    | Гана           | Канада Нигерия Новая Зеландия Мексика Бразилия Германия Колумбия США Китай Япония Гамбия Азербайджан Уругвай          |
| 2014 | Япония           | Испания | Италия         | Канада Нигерия Новая Зеландия Мексика Парагвай Германия Колумбия Гана Китай КНДР Венесуэла Коста-Рика Замбия          |
| 2016 | КНДР             | Япония  | Испания        | Канада Нигерия Новая Зеландия Мексика Бразилия Германия Иордания Камбоджа Гана США Парагвай Венесуэла Англия          |
| 2018 | Испания          | Мексика | Новая Зеландия | Канада Бразилия Германия Япония КНДР Республика Корея Камбоджа Гана ЮАР США Уругвай Колумбия Финляндия                |

## Постоянные участники финальной стадии турнира
| Страна         | 2008           | 2010           | 2012           | 2014           | 2016           | 2018       |
| -------------- | -------------- | -------------- | -------------- | -------------- | -------------- | ---------- |
| КНДР           |                | 4-е место      |                | Групповой этап |                | 1/4 финала |
| Япония         | 1/4 финала     |                | 1/4 финала     |                |                | 1/4 финала |
| Германия       |                | 1/4 финала     | 1/2 финала     | Групповой этап | 1/4 финала     | 1/4 финала |
| Гана           | Групповой этап | Групповой этап |                | 1/4 финала     |                | 1/4 финала |
| Канада         | 1/4 финала     | Групповой этап | 1/4 финала     | 1/4 финала     | Групповой этап | 4-е место  |
| Новая Зеландия | Групповой этап | Групповой этап | Групповой этап | Групповой этап | Групповой этап |            |